# 활동사진
활동사진(活動写真) 또는 활동영상(活動映像)은 초기의 영상 용어 가운데 하나로, 1920년대에 이르러서는 영화(映画)라는 용어가 보다 일반적으로 사용되었다.

## 역사

### 일본
1896년 11월 17일 고베시의 다카하시 신지가 수입한 키네토스코프(당시에는 ‘니테스콥’이라 불렸다)의 영상을 체류 중이던 고마쓰노미야 아키히토 친왕에게 상영한 일이, 11월 19일자 《고베 유신일보》에 〈니테스콥〉(전기 작용 사진 활동 기계)의 건, 금번 고마쓰노미야 전하 내항 시에 상영해 바침이라는 제목으로 기사화되었다. 이 기사로부터, 당시에는 활동사진이 아닌 사진활동기계라는 용어가 사용되었음을 알 수 있다.
같은 해 11월 25일에는 다카하시에 의해 고베시 하나쿠마의 신코 클럽에서 일본 최초의 활동사진 흥행이 개최되었다.
한편, 프랑스에 머물고 있던 이나바타 가쓰타로는 동창생인 오귀스트 뤼미에르부터 시네마토그라프 두 대를 구입하였다. 또한 이 해에는 아라키 가즈이치가 키네토스코프의 개량형으로 스크린 투사가 가능한 바이타스코프를 수입하였으며, 이 기계에 활동사진이라는 명칭을 붙였다고 전해진다.
1897년 2월 15일 프랑스에서 귀국한 이나바타 가쓰타로는 오사카시 에비스바시 거리의 난치엔부조에서 시네마토그라프 영상을 상영하였다. 이는 일본 최초의 '영화 흥행'으로 평가된다. 같은 해 3월 6일에는 도쿄시의 신이 상회에 의해 간다 긴키관에서 전기활동대사진회라는 명칭으로 바이타스코프를 사용한 흥행도 이루어졌다.
일본 최초의 국산 활동사진은 1899년 6월 20일 도쿄 가부키좌에서 공개되었다. 작품명은 《게이샤의 손춤》으로, 다큐멘터리 영화였다. 같은 해 9월에는 극영화 제1호로 《번개 도둑》이 제작되었으며, 일본 최초의 영화배우는 이 작품에 출연한 요코야마 운페이로 전해진다.

### 구한말과 일제강점기
《황성신문》 1901년 9월 14일자 논설 "사진활동승어생인활동"(寫眞活動勝於生人活動)은 북청사변에 관한 활동사진을 관람한 뒤 작성된 글로, 활동사진이라는 용어가 등장하는 가장 이른 문헌 자료로 확인된다. 이 글의 서술 방식으로 보아, 당시 이미 활동사진이라는 용어가 일정 정도 통용되고 있었던 것으로 추정된다.
1919년 10월 27일 단성사에서 신극좌가 공연한 《의리적 구투》는 연쇄극의 예로 꼽힌다. 당시 주요 신파극단으로는 혁신단, 취성좌, 신극좌, 조선문예단 등이 있었으며, 신극좌의 김도산은 단원들이 과거 지도자였던 이기세를 따라 유일단으로 옮겨가자, 극단의 재기를 도모하고자 단성사의 박승필의 지원을 받아 일본의 활동사진 연쇄극(連鎖劇)을 참고하여 이 작품을 제작하였다.

## 같이 보기
- 영화의 역사
- 영사기
- 무성 영화